# Rugby 06
Rugby 06 es el lanzamiento de 2006 de la serie Rugby de EA Sports. El juego permite a los jugadores jugar en tantas naciones de Rugby, tanto mayores como menores, e incluye muchos torneos, como la Copa del Mundo de Rugby, el Tri Nations, el Six Nations y el Super 14.

## Características
Este juego tiene varias características nuevas. Algunas de las características son para fines gráficos (por ejemplo, nuevos efectos climáticos) y otras son para el juego (por ejemplo, nuevas opciones de tackle y opciones de pases sin carga). Algunas de las características son:

### Modos de reproducción
6 Naciones
Tri-Naciones (con la Copa Bledisloe)
Diez Naciones
Lions Tour (SA, NZ, Australia)
Super 14
Guinness Premiership
Liga Mundial
Campeonato del Mundo
Trofeo de Europa
Modo mánager

### Incremento de jugadas tácticas
El jugador puede elegir más de 25 nuevas jugadas tácticas.

### Paso sin carga
Cuando el personaje del jugador atrae a un defensor, puede descargar rápidamente el balón a un compañero de equipo antes de que el defensor lo taclee. Esto puede causar una brecha en la línea defensiva, que puede ser aprovechada por el jugador.

### Comentario completo
Ian Robertson regresa para este juego, junto al ex gran Grant Fox de los All Black, así como comentarios de Murray Mexted.

### Jugadores de impacto
Impacto / jugador estrella, son jugadores que potencialmente podrían convertir un partido a favor del jugador. Estos jugadores son los mejores del juego en su área especializada. Los jugadores de impacto se destacan en el juego con una estrella sobre sus cabezas. Estos son:
- Agustín Pichot
- Matt Giteau, George Gregan, Stephen Larkham y Lote Tuqiri
- Christophe Dominici, Yannick Jauzion y Yannick Nyanga
- Gavin Henson y Shane Williams
- Lawrence Dallaglio, Josh Lewsey, Jason Robinson y Jonny Wilkinson
- Brian O'Driscoll y Ronan O'Gara
- Dan Carter, Jerry Collins, Richie McCaw, Joe Rokocoko, Carlos Spencer y Tana Umaga
- Schalk Burger, Bryan Habana y Percy Montgomery

### Jugadores mejorados y condiciones del estadio
El juego presenta nuevas animaciones del estadio, como rotaciones de pancartas, césped en 3D y banderas relevantes para el equipo. También se mejoran las condiciones climáticas y se agregan nuevas condiciones. El jugador ahora puede jugar en la nieve y la niebla, e incluso ver el aliento de los personajes en un clima frío.

### Sanciones rápidas
El juego también incluye la opción de ejecutar una penalización rápida, que puede ayudar a marcar un intento furtivo o simplemente a ganar algunos metros.

## Recepción
Las versiones de PlayStation 2 y Xbox recibieron "críticas generalmente favorables", mientras que la versión para PC recibió críticas "promedio", según el sitio web de agregación de reseñas Metacritic. En Japón, Famitsu le dio a la versión de PS2 una puntuación de uno siete, uno cinco, uno siete y uno seis, para un total de 25 de 40.
The Sydney Morning Herald le dio a la versión de PS2 una puntuación de cuatro estrellas sobre cinco y declaró: "Anotar un drop goal puede ser el movimiento más complicado del juego, simplemente porque el ángulo de la cámara dificulta la alineación. Mientras que el juego tiende a ser molestamente preciso en configuraciones más altas, simplemente persuadir a un amigo para que juegue para igualar el desafío". The Times también otorgó al juego una puntuación de cuatro estrellas sobre cinco y dijo que "el rugby, con sus elaboradas jugadas a balón parado y sus impenetrables leyes, es un juego difícil de representar en la computadora, pero este es un intento extremadamente bueno". The A.V. Club le dio una B a las versiones de PS2 y Xbox, diciendo que el juego "no es tan bonito como los juegos más grandes de EA Sports, pero tampoco está tan lleno de basura; solo muchos equipos, muchos torneos, y lo que asumiremos son jugadores famosos en un buen deporte duro".